# Campionati europei di nuoto 2012 - 400 metri stile libero maschili
La gara dei 400 metri stile libero maschili degli Europei 2012 si è svolta il 21 maggio 2012 e vi hanno partecipato 33 atleti. Le batterie si sono svolte al mattino e la finale nel pomeriggio dello stesso giorno.

## Podio
| Pos.    | Atleta          | Nazione  |
| ------- | --------------- | -------- |
| Oro     | Paul Biedermann | Germania |
| Argento | Gergő Kis       | Ungheria |
| Bronzo  | Samuel Pizzetti | Italia   |

## Record
Prima della manifestazione il record del mondo (RM), il record europeo (EU) e il record dei campionati (RC) erano i seguenti.
| Record mondiale       | 3'40"07 | Paul Biedermann | 26 luglio 2009 Roma     |
| Record europeo        | 3'40"07 | Paul Biedermann | 26 luglio 2009 Roma     |
| Record dei campionati | 3'45"10 | Jurij Prilukov  | 18 marzo 2008 Eindhoven |

## Risultati

### Batterie
| Pos. | Atleta               | Nazionalità   | Tempo   | Batteria | Corsia | Note |
| ---- | -------------------- | ------------- | ------- | -------- | ------ | ---- |
| 1    | Samuel Pizzetti      | Italia        | 3'49"65 | 5        | 5      | Q    |
| 2    | Paul Biedermann      | Germania      | 3'50"43 | 5        | 4      | Q    |
| 3    | Gergő Kis            | Ungheria      | 3'52"57 | 4        | 5      | Q    |
| 4    | Patrik Rákos         | Ungheria      | 3'52"58 | 5        | 1      | Q    |
| 5    | Gabriele Detti       | Italia        | 3'52"74 | 3        | 3      | Q    |
| 6    | Sébastien Rouault    | Francia       | 3'53"06 | 4        | 4      | Q    |
| 7    | Alex Di Giorgio      | Italia        | 3'53"25 | 3        | 6      |      |
| 8    | Evgenij Kulikov      | Russia        | 3'53"35 | 4        | 6      | Q    |
| 9    | Robert Renwick       | Gran Bretagna | 3'53"49 | 3        | 4      | Q    |
| 10   | Dominik Meichtry     | Svizzera      | 3'53"93 | 5        | 3      |      |
| 11   | Stefan Šorak         | Serbia        | 3'53"97 | 4        | 8      |      |
| 12   | Christian Scherübl   | Austria       | 3'54"04 | 5        | 2      |      |
| 13   | Đorđe Marković       | Serbia        | 3'54"17 | 3        | 2      |      |
| 14   | Aleksandr Selin      | Russia        | 3'54"48 | 4        | 3      |      |
| 15   | David Brandl         | Austria       | 3'55"14 | 4        | 2      |      |
| 16   | Richárd Nagy         | Slovacchia    | 3'55"63 | 3        | 1      |      |
| 17   | Clemens Rapp         | Germania      | 3'56"02 | 3        | 5      |      |
| 18   | Jovan Mitrovic       | Svizzera      | 3'56"39 | 3        | 8      |      |
| 19   | Filip Bujoczek       | Polonia       | 3'56"62 | 2        | 4      |      |
| 20   | Pavel Medvedckij     | Russia        | 3'56"86 | 3        | 7      |      |
| 21   | Jean-Baptiste Febo   | Svizzera      | 3'56"96 | 1        | 4      |      |
| 22   | Ediz Yıldırımer      | Turchia       | 3'57"02 | 2        | 6      |      |
| 23   | David Karasek        | Svizzera      | 3'57"47 | 4        | 1      |      |
| 24   | Gard Kvale           | Norvegia      | 3'57"89 | 2        | 5      |      |
| 24   | Uladzimir Žyharaŭ    | Bielorussia   | 3'57"89 | 5        | 8      |      |
| 26   | Velimir Stjepanović  | Serbia        | 3'58"10 | 4        | 7      |      |
| 27   | Damien Joly          | Francia       | 3'58"56 | 5        | 6      |      |
| 28   | Jan Karel Petrič     | Slovenia      | 4'00"86 | 2        | 7      |      |
| 29   | Antonio Arroyo Pérez | Spagna        | 4'01"50 | 2        | 3      |      |
| 30   | Michal Szuba         | Polonia       | 4'03"06 | 5        | 7      |      |
| 31   | Irakli Revishvili    | Georgia       | 4'03"79 | 2        | 2      |      |
| 32   | Aleksandăr Nikolov   | Bulgaria      | 4'09"99 | 1        | 5      |      |
| 33   | Peter Gutyan         | Slovacchia    | 4'10"27 | 1        | 3      |      |

### Finale
| Pos.    | Atleta            | Nazionalità   | Tempo   | Corsia | Note |
| ------- | ----------------- | ------------- | ------- | ------ | ---- |
| Oro     | Paul Biedermann   | Germania      | 3'47"84 | 5      |      |
| Argento | Gergő Kis         | Ungheria      | 3'48"09 | 3      |      |
| Bronzo  | Samuel Pizzetti   | Italia        | 3'48"66 | 4      |      |
| 4       | Robert Renwick    | Gran Bretagna | 3'50"46 | 8      |      |
| 5       | Sébastien Rouault | Francia       | 3'50"62 | 7      |      |
| 6       | Gabriele Detti    | Italia        | 3'51"92 | 2      |      |
| 7       | Evgenij Kulikov   | Russia        | 3'52"57 | 1      |      |
| 8       | Patrik Rákos      | Ungheria      | 3'52"80 | 6      |      |